# Hebius concelarus
Hebius celebicus (міяцький вуж) — вид змій родини полозових (Colubridae). Ендемік Японії.

## Поширення і екологія
Міяцькі вужі мешкають на островах Міякодзіма та Ірабудзіма в групі островів Міяко в архіпелазі Рюкю. Вони живуть в лісах, на луках, поблизу ставків і боліт. Живляться жабами, пуголовками, геконами і рибою.

## Збереження
МСОП класифікує цей вид як такий, що перебуває під загрозою зникнення. Hebius celebicus загрожує конкуренція і хижацтво з боку інтродукованих тварин.